# Shubria
Shubria o Shupria en acadio (en armenio: Շուպրիա) fue un reino hurrita, conocido por fuentes asirias desde el siglo XIII a. C. en adelante, en lo que es el Altiplano Armenio, al suroeste del lago Van, en la frontera con Urartu. Su capital era Ubumu (o Ubbumu). El nombre de Shupria a menudo se considera derivado, o incluso sinónimo, del anterior reino de Subartu (en sumerio: Shubur), mencionado en los registros mesopotámicos ya en el III milenio a. C.. Sin embargo, los sumerios parecen haber usado el nombre de Subartu para describir un área correspondiente a la Alta Mesopotamia y/o Asiria.
Ernst Weidner interpretó las evidencias textuales para indicar que después de que un rey hurrita, Shattuara de Mitanni, fuera derrotado por Adad-nirari I del Imperio Asirio Medio a principios del siglo XIII a. C., se convirtió en gobernante de un estado vasallo más pequeño, Shubria o Subartu.
Independientemente de que la región cayera bajo el dominio de Urartu en el siglo IX a. C., sus descendientes, según algunos estudiosos, contribuyeron a la etnogénesis de los armenios. Algunos académicos han vinculado un distrito de la zona, Arme o Armani, con el nombre de Armenia. Los estudiosos islámicos medievales, basándose en fuentes antiguas, afirmaban que la gente de Subar (Subartu o Shubria) y los armani (armenios) tenían ascendencia compartida. Estos eruditos incluyen al viajero e historiador otomano del siglo XVII Evliya Çelebi (Derviş Mehmed Zillî), en su obra más importante Seyāḥat-nāme (libro IV, capítulo 41).
A principios del siglo VII a. C., Shubria es mencionada en la carta del rey asirio Asarhaddón al dios Assur. Asarhaddón emprendió una expedición guerrera contra Shubria en 674, para terminar subyugándola.
Al menos un rey de Shubria, Anhitte, es mencionado por Salmanasar III del Imperio neoasirio.

## El término Arme-Shubria
Shubria no está atestiguado en los textos de Urartu. Por esta razón, Melikishvili planteó la hipótesis de que el término urartiano Urme indicaba a Shubria o se superponía geográficamente con él. Diakonov no estuvo de acuerdo con esto y acuñó el término Arme-Shubria (también Urme-Shubria) para denotar una región más amplia, en las fuentes del Tigris y la llanura de Muş. Este término se utilizó principalmente en los países postsoviéticos y prácticamente está ausente en la literatura occidental. También está ausente tanto en el corpus asirio como en el urartiano. Dado que la ciudad real de Arme era Nihiria, mientras que las ciudades reales de Shubria eran Kullimeri y Ubumu, es muy poco probable que fueran la misma entidad política. Lo más probable es que fueran organizaciones políticas diferentes, aunque vecinas.